# Meandrospira
Meandrospira es un género de foraminífero bentónico de la subfamilia Meandrospirinae, de la familia Cornuspiridae, de la superfamilia Cornuspiroidea, del suborden Miliolina y del orden Miliolida. Su especie tipo es Meandrospira washitensis. Su rango cronoestratigráfico abarca desde el Artkinskiense (Pérmico inferior) hasta la Actualidad.

## Discusión
Algunas clasificaciones incluyen a Meandrospira en la familia Meandrospiridae.

## Clasificación
Meandrospira incluye a las siguientes especies:
- Meandrospira bancilai
- Meandrospira cheni
- Meandrospira deformata
- Meandrospira dieneri
- Meandrospira dinarica
- Meandrospira djaffaensis
- Meandrospira hubeiensis
- Meandrospira immatura
- Meandrospira indica
- Meandrospira insolita
- Meandrospira iulia
- Meandrospira karnica
- Meandrospira pusilla
- Meandrospira sphaera
- Meandrospira washitensis